# Mammillaria magnimamma
Mammillaria magnimamma (укр. Мамілярія великососочкова, Мамілярія магнімама) — сукулентна рослина з роду мамілярія (Mammillaria) родини кактусових (Cactaceae).

## Етимологія

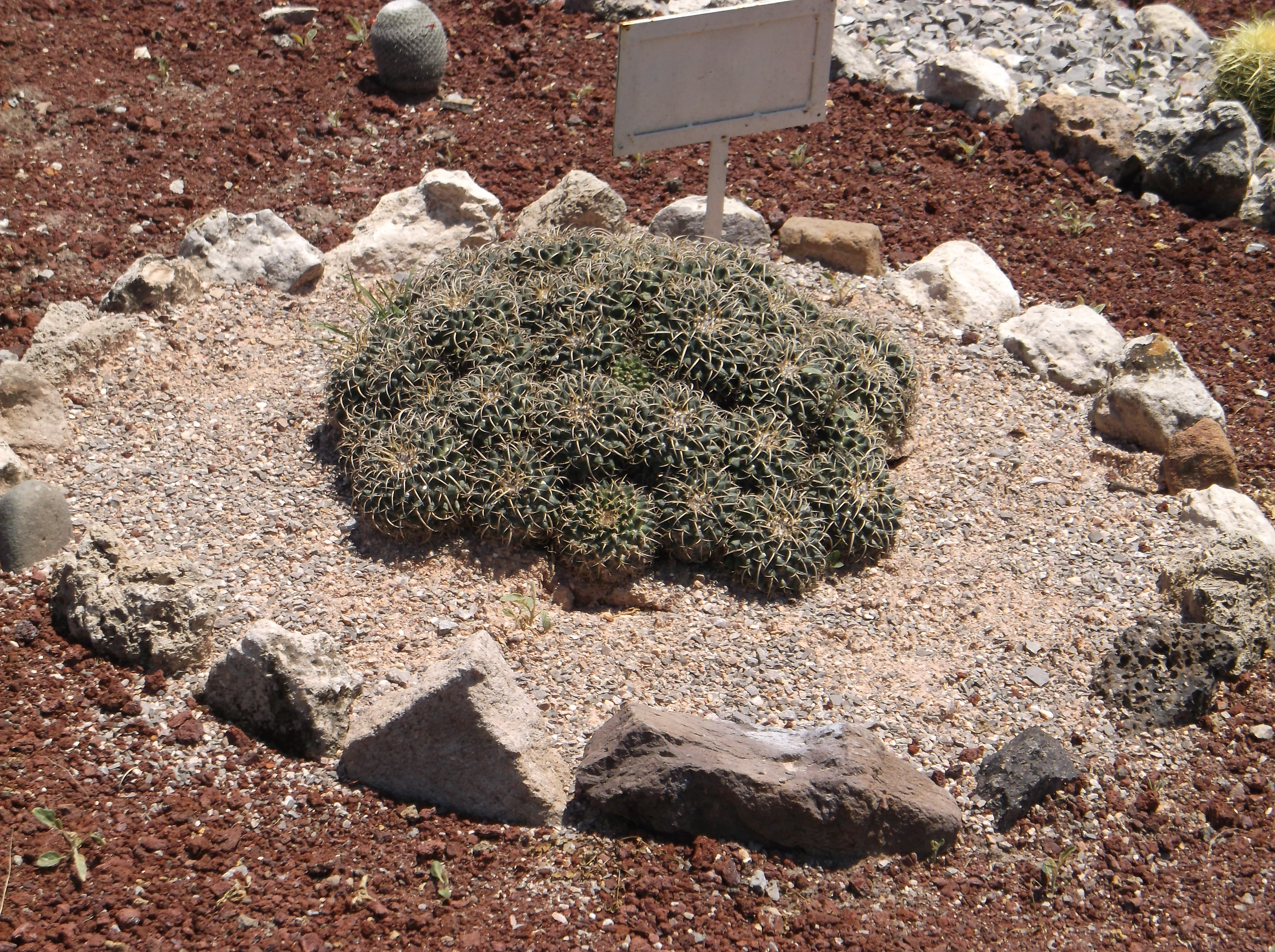
Кущ Mammillaria magnimamma в Саду кактусів Тули, Тула-де-Альєнде, штат Ідальго

Видова назва походить від лат. magnus — великий і лат. mamma — сосок.)

## Ареал і екологія
Mammillaria magnimamma є ендемічною рослиною Мексики, але там він набув значного поширення. Ареал розташований у штатах Гуанахуато, Ідальго, Халіско, Мехіко, Нуево-Леон, Пуебла, Керетаро, Сан-Луїс-Потосі, Тамауліпас, Тлакскала, Веракрус, Сакатекас і федеральному окрузі Мехіко. Зростає на висотах від 100 до 2 700 метрів над рівнем моря переважно серед ксерофільної рослинності.

## Морфологічний опис
Рослини спочатку поодинокі, пізніше починають кущитися від основи, з подальшим формуванням великих груп. У деяких місцях вони доростають до багатоголових колоній поважного розміру, 60 і більше см в діаметрі, або зростає на рівні ґрунту або навіть нижче одиночним стеблом до 20 см в діаметрі і більше.
| Орган              | Опис |
| Коріння            | |
| Стебло             | приплюснуто-кулясте або кулясте, 10-12 см в діаметрі. |
| Епідерміс          | від сіро-зеленого до темно-синьо-зеленого. |
| Маміли             | тверді, чотиристоронні, але немає чітких граней, з молочним соком.                                                                                            |
| Ареоли             | |
| Аксили             | з щільним білим пухом, особливо коли молоді. |
| Центральні колючки | зазвичай відсутні. |
| Радіальні колючки  | 2-5, іноді більше, надзвичайно мінливі, нерівні, шилоподібні, білувато-жовтуваті з темними кінцями, 15-45 мм завдовжки, одна нижня колючка згинається донизу. |
| Квіти              | брудно-кремового відтінку, з червоними центральними прожилками, або темно-пурпурно-рожеві, 20-25 мм завдовжки і в діаметрі.                                   |
| Бутони             | |
| Зовнішні пелюстки  | |
| Внутрішні пелюстки | |
| Тичинки            | |
| Маточка            | |
| Плоди              | булавоподібні, темно-пурпурно-червоні, до 20 мм завдовжки. |
| Насіння            | коричневе. |

## Використання
Mammillaria magnimamma використовується як декоративна рослина, через що піддається незаконному збору з комерційною метою.

## Чисельність, охоронний статус та заходи щодо збереження

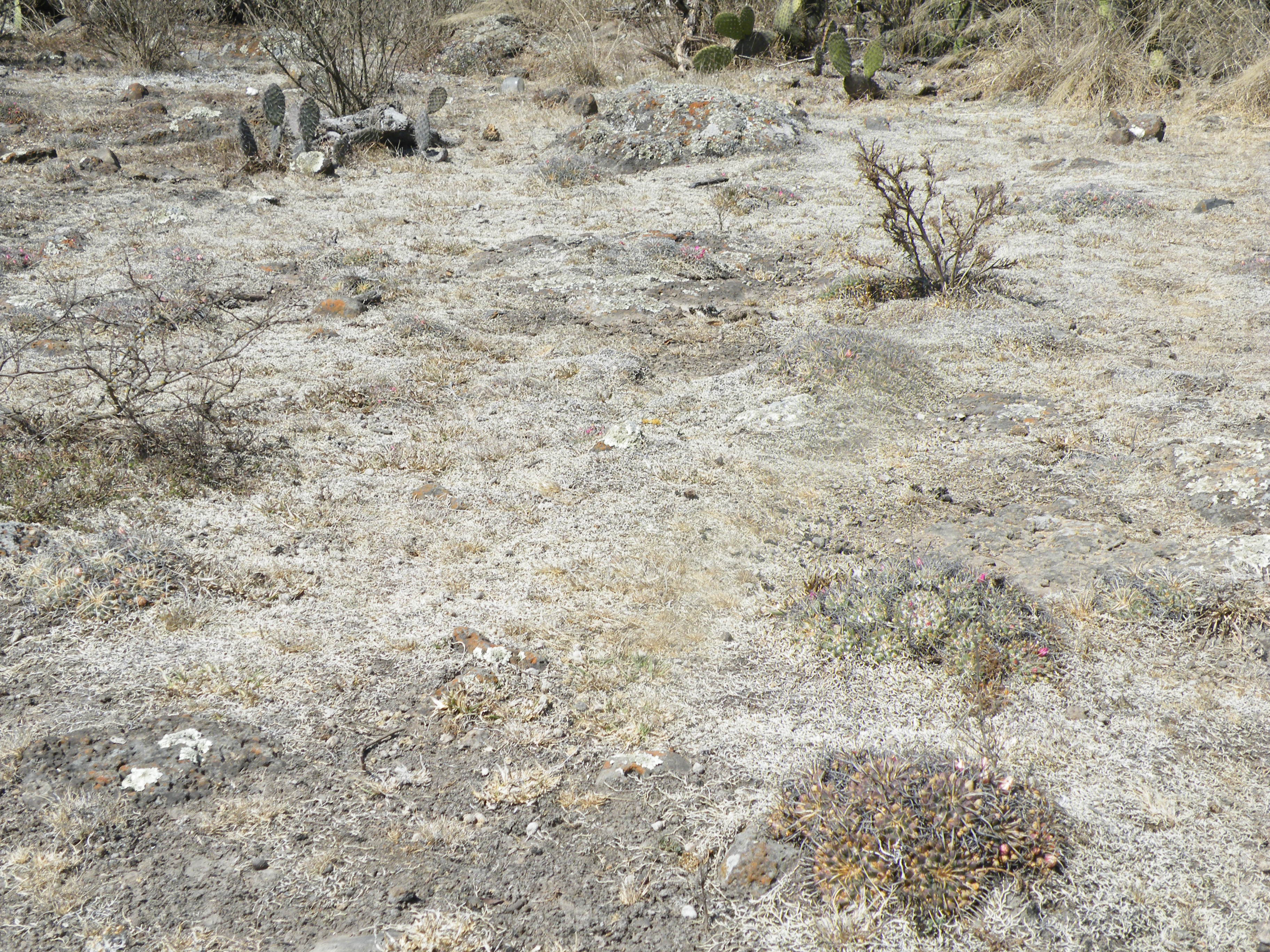
Mammillaria magnimamma у природному середовищі у штаті Ідальго

Mammillaria magnimamma входить до Червоного списку Міжнародного союзу охорони природи видів, з найменшим ризиком (LC). Щільність популяцій варіюється від 22 особин на 2228,3 м² в центральній частині Мексики, до 22 особин на гектар в південній частині пустелі Чіуауа.
Вид має досить широкий ареал і численну стабільну популяцію, тому серйозних загроз для цього виду наразі не існує. Крім того, він росте на декількох природоохоронних територіях. Через це Mammillaria magnimamma занесено до списку видів з найменшим ризиком.
Деякими локальними загрозами для цього виду є незаконний збір для торгівлі і якості декоративних рослин і розширення урбанізованих територій.
Охороняється Конвенцією про міжнародну торгівлю видами дикої фауни і флори, що перебувають під загрозою зникнення (CITES).

## Синоніми

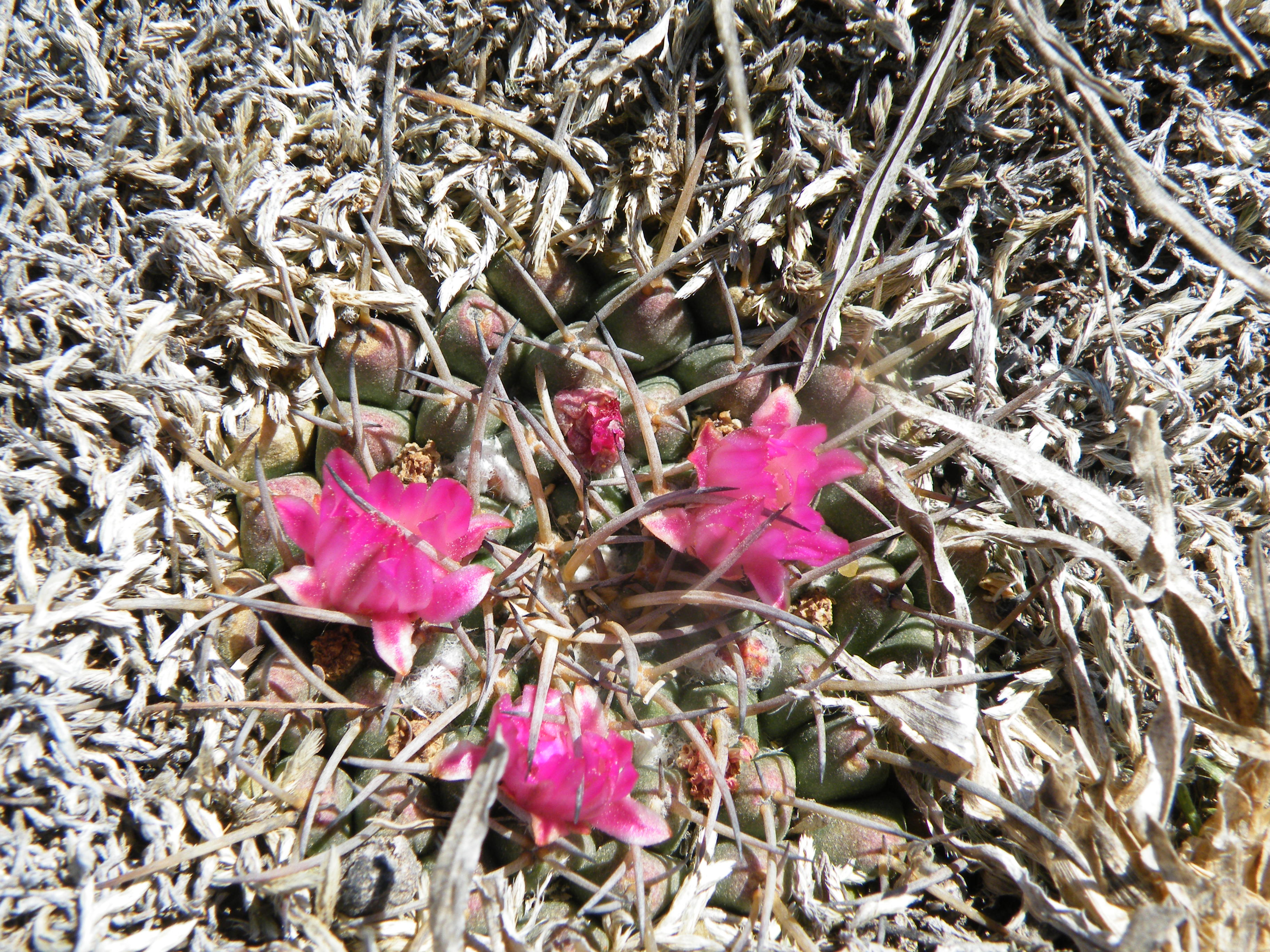
Квітуча Mammillaria magnimamma з ягодами у природі

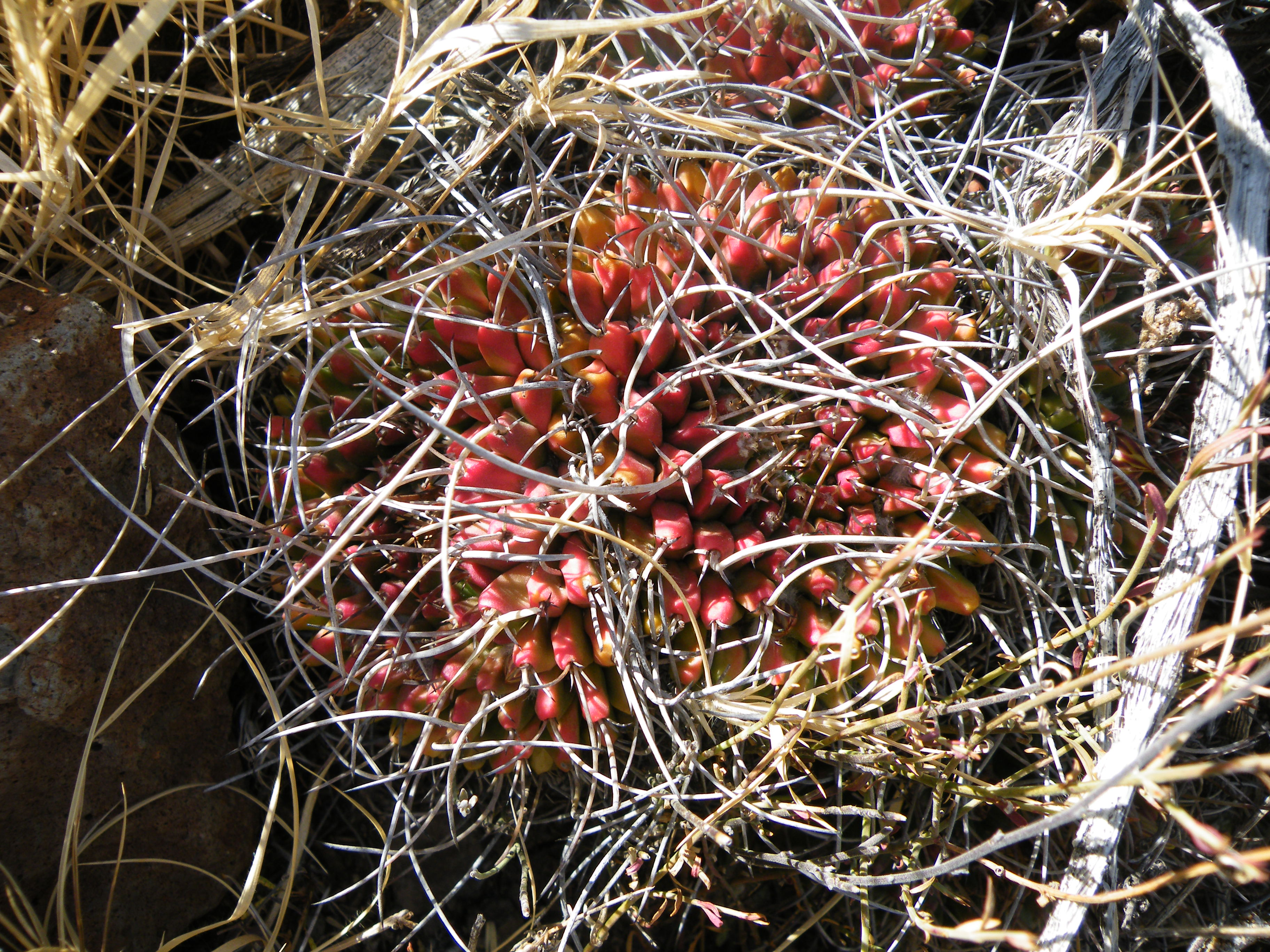
Mammillaria magnimamma з ягодами у природному середовищі у штаті Ідальго

Це мінливий і широко поширений вид, тому він отримав безліч назв, багато на рівні видів, багато — як різновидів. Всі вони були переведені в синоніми:
Mammillaria macracantha A. P. de Candolle 1828

Mammillaria zuccariniana Martius 1832

Mammillaria bockii C. F. Forst. 1847

Chilita zuccariniana (Martius) Orcutt 1926

Mammillaria centricirrha Lemaire 1839

Mammillaria bucareliensis R.T. Craig 1945

Mammillaria vagaspina R. T. Craig 1945

Mammillaria priessnitzii Reppenhagen 1987

Mammillaria saxicola Reppenhagen 1987

Mammillaria vallensis Reppenhagen 1987

Mammillaria rioverdensis Reppenhagen 1988

Mammillaria boucheana 

Mammillaria bucareliensis var. multiflora

Mammillaria bucareliensis var. tamaulipa

Mammillaria seitziana Reppenhagen

Mammillaria seitziana var. tolantongensis

Mammillaria vallensis var. brevispina
У місцевого населення називається «мексиканською подушечкою для шпильок».